# 크리스토퍼 콜럼버스 (1992년 영화)
크리스토퍼 콜럼버스(Christopher Columbus: The Discovery)는 미국에서 제작된 존 글렌 감독의 1992년 모험 영화이다. 말론 브란도 등이 주연으로 출연하였고 일리어 설카인드 등이 제작에 참여하였다. 출시명은 콜럼버스이다.

## 출연

### 주연
- 말론 브란도
- 톰 셀렉

### 조연
- 조지스 코라페이스
- 레이첼 워드
- 로버트 다비
- 캐서린 제타 존스
- 올리버 코튼
- 베니시오 델 토로
- 마티유 까리에

## 제작진
- 공동제작: 밥 시몬즈
- 미술: 길 패론도
- 의상: 존 브룸필드
- Ass-PD: 마리아 가티 드 몬리어
- 배역: 미쉘 기쉬